# Brasil e as armas de destruição em massa
Nas décadas de 1970 e 1980, durante o regime militar, o Brasil teve um programa secreto com o objetivo de desenvolver armas nucleares. O programa foi encerrado em 1990, 5 anos após o fim do regime militar e o Brasil foi considerado livre de armas de destruição em massa.
O Brasil é um dos vários países que se recusam a possuir armas nucleares, sob os termos do Tratado de Não Proliferação de Armas Nucleares, mas possuem muitas das principais tecnologias necessárias para produzir esse tipo de arma.
Segundo fontes internacionais o Brasil já possui secretamente a tecnologia para a produção de uma bomba atômica. O ex-ministro e general Alberto Mendes Cardoso, ex-chefe da Casa Militar e do Gabinete de Segurança Institucional no governo de Fernando Henrique Cardoso, confirmou que o Brasil já domina o conhecimento e se quisesse, poderia dirigir a tecnologia à construção da bomba nuclear. O Exército Brasileiro, através de seu Instituto Militar de Engenharia (IME) já adquiriu tecnologia suficiente para construir a bomba atômica termonuclear. O fato de possuir a tecnologia (utilizada também em outras áreas no campo militar e no civil não relacionadas ao desenvolvimento de armas nucleares) não quer dizer que o Brasil tencione produzir armas nucleares, visto que isso seria um descumprimento do Tratado de Não Proliferação de Armas Nucleares, do qual é signatário.

## Programa nuclear
Na década de 1950, o presidente Getúlio Vargas incentivou o desenvolvimento da capacidade nuclear nacional e independente. Durante os anos 1970 e 1980, o Brasil e a Argentina embarcaram em uma competição nuclear. Através da transferência de tecnologia da Alemanha Ocidental, que não exigia salvaguardas da Agência Internacional de Energia Atômica (AIEA), o Brasil seguiu com um programa de armas nucleares conhecida como o Programa Paralelo, com instalações de enriquecimento de urânio (incluindo pequenas usinas de centrifugação, uma capacidade limitada de reprocessamento e um programa de mísseis). Em 1987, o presidente José Sarney anunciou que o Brasil tinha urânio enriquecido a 20%.
Em 1990, o presidente Fernando Collor de Mello simbolicamente fechou o local de teste de Cachimbo (Campo de Provas Brigadeiro Velloso), no Pará, e expôs o plano secreto militar para desenvolver uma arma nuclear. O Congresso Nacional do Brasil abriu um inquérito sobre o programa paralelo. Congressistas visitaram inúmeras instalações, incluindo o Instituto de Estudos Avançados (IEAv), em São José dos Campos, São Paulo. Eles também entrevistaram os principais intervenientes no programa nuclear, como o ex-presidente João Figueiredo e o General do Exército aposentado Danilo Venturini, ex-chefe de Gabinete de Segurança Institucional‎ (GSI) durante o governo de Figueiredo. A investigação do Congresso expôs contas bancárias secretas, de codinome "Delta", que foram geridos pela Comissão Nacional de Energia Nuclear e utilizadas para o financiamento do programa nuclear. O relatório do Congresso revelou que o IEAv tinha projetado dois dispositivos de bomba atômica, uma com um rendimento de vinte a trinta quilotons e um segundo rendimento de doze quilotons - a bomba atômica que os Estados Unidos lançaram sobre Hiroshima em 1945 tinha uma potência estimada entre 12 e 15 quilotons. O mesmo relatório revelou que o regime militar no Brasil secretamente exportou oito toneladas de urânio para o Iraque em 1981.

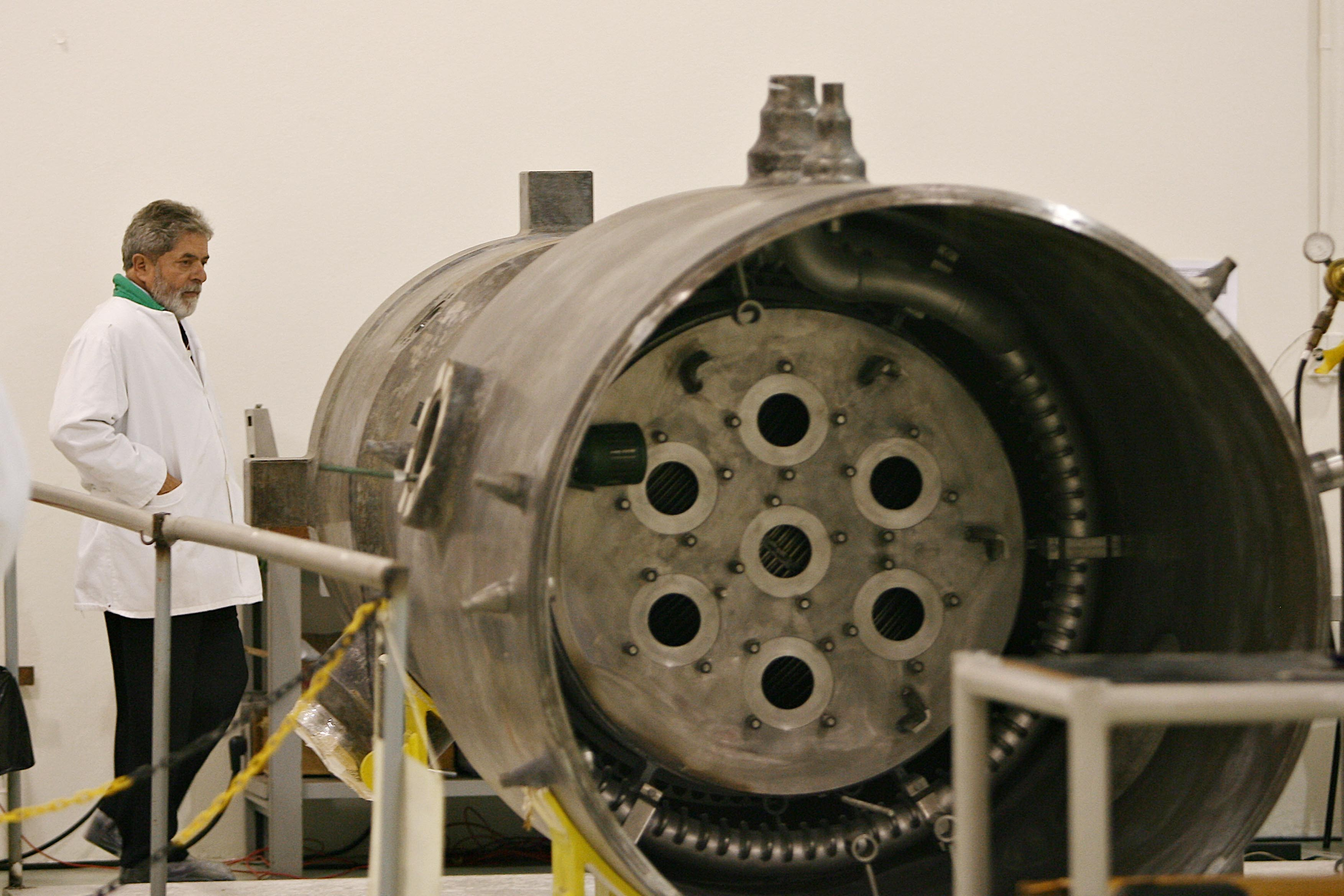
O presidente Lula visitando o Projeto do Laboratório de Geração Núcleo-Elétrica (LABGENE), no Centro Experimental Aramar, local da fabricação dos geradores de vapor.

Em 1991, Brasil e a Argentina renunciaram à sua rivalidade nuclear. Em 13 de dezembro de 1991, foi assinado o Acordo Quadripartite, na sede da AIEA, criando a Agência Brasileiro-Argentina de Contabilidade e Controle de Materiais Nucleares e a AIEA permitiu as salvaguardas totais das instalações nucleares da Argentina e do Brasil.
O Brasil inaugurou oficialmente a Fábrica de Combustível Nuclear de Resende em maio de 2006. O desenvolvimento da tecnologia de enriquecimento e as instalações brasileiras em si, envolveram discussões substanciais com a AIEA e os seus países constituintes. A disputa chegou ao ponto se os inspetores da AIEA seriam autorizados a inspecionar as máquinas brasileiras pessoalmente. As autoridades brasileiras, no início, não permitiram a inspeção dos salões de centrífugas, argumentando que isso iria revelar segredos tecnológicos (provavelmente relacionadas com a utilização de um rolamento magnético no lugar de um rolamento mecânico, mais comum).
As autoridades brasileiras declararam que, como o Brasil não faz parte do "eixo do mal", a pressão para o pleno acesso à fiscalização, mesmo em universidades, poderia ser interpretada como uma tentativa de descobrir segredos industriais. O governo também alegou que sua tecnologia nuclear é melhor do que a dos Estados Unidos e da França, principalmente porque o eixo da centrífuga de enriquecimento de urânio não é mecânico, mas eletromagnético. Eventualmente, depois de extensas negociações, foi alcançado um acordo que, embora não diretamente inspecionasse as centrífugas, a AIEA poderia inspecionar a composição do gás que entra e sai da centrífuga. Em seguida, o então Secretário de Estado dos Estados Unidos, Colin Powell, afirmou em 2004 que ele tinha certeza que o Brasil não tinha planos de desenvolver armas nucleares.

## Capacidade tecnológica
O Brasil provavelmente mantém a capacidade tecnológica e o conhecimento para produzir e lançar uma arma nuclear, capacidade conhecida como latência nuclear. Os peritos do Laboratório Nacional de Los Alamos concluíram que, tendo em conta as suas anteriores atividades nucleares, o Brasil está em condições de produzir armas nucleares dentro de um ano, sendo que o Reino Unido desenvolve armas dentro de três anos. No entanto, o Brasil ainda não possui armas nucleares, enquanto que Reino Unido já possui um arsenal dessas armas (oficialmente, cerca de 225 ogivas nucleares) e é um dos cinco "Estados com armas nucleares" de acordo com o Tratado de Não Proliferação de Armas Nucleares. Se o Brasil decidir produzir uma arma nuclear, as centrífugas da Fábrica de Combustível Nuclear de Resende, no Rio de Janeiro, podem ser reconfiguradas para produzir urânio altamente enriquecido para armas nucleares. Mesmo uma pequena usina de enriquecimento, como a de Resende, poderia produzir várias armas nucleares por ano, mas apenas se o Brasil estiver disposto a fazê-lo abertamente.

## Instalações

### Campo de Provas Brigadeiro Velloso
O local de testes de Cachimbo, oficialmente nomeado Campo de Provas Brigadeiro Velloso, está localizado no estado do Pará e abrange 45.000 quilômetros quadrados, uma área maior do que os Países Baixos. É dentro desta área militar, que um buraco de aproximadamente 320 metros de profundidade, na Serra do Cachimbo, foi o local para testes nucleares explosivos. O eixo ganhou conhecimento público desde 1986 e teria sido abandonado em setembro de 1990, quando o presidente Fernando Collor de Mello usou uma pequena pá para simbolicamente selar o buraco.

### Centro Experimental Aramar
O Centro Experimental Aramar, localizado em Iperó, no estado de São Paulo, foi inaugurado em 1988 como a primeira usina apenas para enriquecimento de urânio no Brasil. A instalação é controlada pela Comissão Nacional de Energia Nuclear (CNEN) e pela Marinha do Brasil. Além do enriquecimento por centrifugação, a instalação também hospeda um Laboratório de Enriquecimento Isotópico e várias pequenas Pequenas Centrais Nucleares (PCNs). Os laboratórios de enriquecimento estão sob o controle de salvaguardas nacionais e inspeções nacionais são efetuadas pela Divisão de Salvaguardas da CNEN.

### Centro Tecnológico do Exército
O Centro Tecnológico do Exército, localizado em Guaratiba, no estado do Rio de Janeiro, é o local da instalação de reator produtor de plutônio, conhecido como "Projeto Atlântico", gerido pelo Instituto de Projetos Especiais (IPE) do Exército Brasileiro. Os relatórios indicam que o reator de gás-grafite seria capaz de produzir plutônio para bombas atômicas.

### Departamento de Ciência e Tecnologia Aeroespacial
O Departamento de Ciência e Tecnologia Aeroespacial (DCTA) é um centro de pesquisa localizado em São José dos Campos, no estado de São Paulo, onde a pesquisa nuclear também é realizada.

### Fábrica de Combustível Nuclear de Resende
A Fábrica de Combustível Nuclear de Resende (FCN) é uma instalação de enriquecimento de urânio em Resende, no estado do Rio de Janeiro. A fábrica é gerida pela Indústrias Nucleares do Brasil (INB) e pela Marinha do Brasil. Atualmente a fábrica produz urânio altamente enriquecido suficiente para 26-31 ogivas do tipo implosão.

## Legislação e convenções
A Constituição brasileira de 1988, no artigo 21, diz que "toda atividade nuclear em território nacional somente será admitida para fins pacíficos e mediante aprovação do Congresso Nacional".
O Brasil aderiu ao Tratado de Não Proliferação Nuclear em 18 de setembro de 1998, ratificou o Protocolo de Genebra, em 28 de agosto de 1970, a Convenção sobre Armas Biológicas, em 27 de fevereiro de 1973 e a Convenção sobre Armas Químicas, em 13 de março de 1996. O Brasil também assinou o Tratado de Tlatelolco, em 1967, fazendo do Brasil uma zona livre de armas de destruição em massa.
O país também é um participante ativo na Agência Internacional de Energia Atômica e do Grupo de Fornecedores Nucleares, as agências multinacionais preocupadas com a redução da proliferação nuclear, controlando a exportação e a transferência de materiais que podem ser aplicadas para o desenvolvimento de armas nucleares.